# ムカゴイラクサ
ムカゴイラクサ（珠芽刺草、学名：Laportea bulbifera ）は、イラクサ科ムカゴイラクサ属の多年草。

## 特徴
根は紡錘状に肥厚する。茎は緑色で、直立して、高さ40-80cmになる。茎、葉に触れると痛い刺毛がまばらに生える。葉は互生し、長い葉柄があり、葉身は狭卵形から卵状楕円形で、長さ5-15cm、幅3-6cmになる。縁には同形の粗い鋸歯があり、葉の先端は鋭くとがり、基部は円形から鈍形になる。葉腋に直径約5mmになるむかごができる。
花期は8-9月。雌雄同株。雄花序は下方の葉腋から出て分枝し、柄のない長さ4-7cmの円錐花序になり、多数の雄花をつける。雄花序は葉より短い。雄花は緑白色で小型、花被片が4-5個、雄蕊が4-5個ある。雌花序は、先端の葉腋から立ち、長い柄を含め長さ4-7cmに伸びて円錐花序になり、多数の雌花をつける。雌花は淡緑色で、花被片が4個あり、うち2片は花後に長さ2.5mmに伸び、果実を包む。白い刺状の花柱が1個ある。果実は、長さ2.5-3mmのゆがんだ卵円形の痩果になる。
種子繁殖のほか、葉腋につくむかごによる栄養繁殖をする。

## 分布と生育環境
日本では北海道、本州、四国、九州に分布し、山地の渓流沿いの湿った林内に生育する。国外では、朝鮮半島、中国大陸に分布する。

## 名前の由来
和名のムカゴイラクサ（珠芽刺草）は、葉腋にむかご（珠芽）をつけることによる。種小名の bulbifera は、「鱗茎のある」の意味。

## 利用
同属のミヤマイラクサと比べ、茎が細く、また群生しないことから、大量に採取できない。このため、ミヤマイラクサほど山菜として利用する地方は少ないが、春の、葉が完全に展開する前の若い茎は食べられ、味はよい。ミヤマイラクサ同様、ゆでると痛い刺毛は気にならない。若い茎や葉を生のまま天ぷらなどの揚げ物にしたり、茎をゆでて冷水でさまし、おひたしなどにして食す。

## ギャラリー
- 雄花序。下方の葉腋から出る。
- 雌花序。先端の葉腋から立つ。
- 葉腋につくむかご
- 全草